# Pleurocrypta longibranchiata
Pleurocrypta longibranchiata är en kräftdjursart som först beskrevs av Charles Spence Bate och John Obadiah Westwood 1868.  Pleurocrypta longibranchiata ingår i släktet Pleurocrypta och familjen Bopyridae. Arten är reproducerande i Sverige. Inga underarter finns listade i Catalogue of Life.